# Serowe (underdistrikt)
Serowe är ett underdistrikt i Botswana.   Det ligger i distriktet Central, i den östra delen av landet, 300 km norr om huvudstaden Gaborone.
Omgivningarna runt Serowe är huvudsakligen savann. Runt Serowe är det mycket glesbefolkat, med 2 invånare per kvadratkilometer.